# 8hours
8hours war eine europaweite Tierschutzkampagne mit dem Ziel, die Transportzeiten von Nutztieren innerhalb der Europäischen Union rechtlich auf maximal acht Stunden zu begrenzen. Dafür wurden innerhalb der EU Unterschriften gesammelt und die „Schriftliche Erklärung 49/2011“ im EU-Parlament eingereicht.

## Struktur der Kampagne
8hours wurde 2008 durch den dänischen EU-Parlamentarier Dan Jørgensen und einer der stellvertretenden Vorsitzenden der „EU Intergroup on the Welfare and Conservation of Animals“ initiiert.
Die Kampagne wurde auf zwei Ebenen geführt:
1. Unterschriftensammlung von EU-Bürgern, überwiegend online über soziale Netzwerke, aber auch an Informationsständen
2. Unterschriftensammlung von EU-Parlamentariern zur Unterstützung der „Schriftlichen Erklärung 2011/49“[3]

### Tierschutzorganisationen
8hours wurde von über 80 Tierschutzorganisationen in Europa aktiv unterstützt. Angesichts der starken Zersplitterung der nationalen wie europäischen Tierschutzszene, in der Tierschutzkampagnen zu den gleichen Themen zeitlich zumeist völlig unkoordiniert verlaufen, war die breite Unterstützung für 8hours ein Novum. Eine wahrgenommene Schwachstelle der Kampagne war die hauptsächliche Fokussierung auf das Internet als Verbreitungsmedium. Einer der größten Unterstützer der Kampagne in Deutschland, der Deutsche Tierschutzbund, hat so beispielsweise unter seinen 800.000 Mitgliedern eine Vielzahl älterer Menschen, die keinen Zugang zum Internet haben.

### EU-Parlament
Bereits zu Beginn der 8hours-Kampagne hatten sich einige EU-Parlamentarier als Unterstützer gezeigt. Seit Mitte September 2011 zeigten dann immer mehr Mitglieder des Europäischen Parlaments offiziell ihre Unterstützung für „8hours“ auf der Kampagnen-Website. Von 736 EU-Parlamentariern im Europäischen Parlament (7. Wahlperiode 2009–2014) fanden sich 133 EU-Parlamentarier von 8 Parteien aus 18 von 27 Ländern auf der Unterstützer-Liste.
Alle vorherigen Vorstöße innerhalb der EU waren am Widerstand mehrerer Mitgliedsstaaten aus allen Regionen der EU gescheitert. So bekundeten bis Anfang März 2012 weniger als 33 % der deutschen EU-Parlamentarier offiziell auf der 8hours-Homepage ihre Unterstützung der Kampagne.
Für den parlamentarischen Prozess bedeutsamer war die von den 8hours Initiatoren Ende 2011 in den Brüsseler EU-Räumen ausgelegte „Schriftliche Erklärung 49/2011 zur Festsetzung einer Obergrenze von acht Stunden für die Beförderung von Schlachttieren in der Europäischen Union“. Diese Erklärung wurde bis zum Stichtag Mitte März 2012 von 395 EU-Parlamentariern unterschrieben und erreichte somit mehr als die erforderliche Mehrheit. Im Dezember 2012 forderte das EU-Parlament in einer Entschließung die Kommission dazu auf, die Höchstgrenze von acht Stunden umzusetzen. Die Abgeordneten erkannten auch an, dass eine Höchsttransportdauer von acht Stunden alleine nicht ausreiche, um den Tierschutz zu verbessern.

## Situation in Deutschland
In der Vergangenheit haben sich verschiedene EU-Länder für eine Begrenzung der Tiertransportzeiten auf 8 Stunden ausgesprochen. Auch in Deutschland fordern Politiker verschiedener Parteien seit Beginn der Massentransporte von Nutztieren Anfang der 1990er Jahre eine EU-weite 8-Stunden-Begrenzung. Verschiedene Landesregierungen haben seit 2000 immer wieder im Deutschen Bundesrat auf die Notwendigkeit der Zeitbegrenzung hingewiesen. 2010 unterrichtete die Bundesregierung den Bundesrat darüber, dass das BMELV dafür eintrete „Transporte lebender Tiere über lange Strecken zu vermeiden“ ohne jedoch eine zeitliche Regelung vorzuschlagen. Im April 2011 stellten Bündnis 90/Die Grünen einen Antrag im Bundestag mit der Aufforderung, die Bundesregierung möge sich u. a. innerhalb der EU ausnahmslos für die Begrenzung der Tiertransporte auf 8 Stunden einsetzen. Der Antrag wurde abgelehnt. Im Juni 2011 traten Bündnis 90/Die Grünen in einem Bundesfraktionsbeschluss u. a. für die 8-Stunden Regelung in der EU ein. Im September 2011 stellte die Fraktion Die Linke im Bundestag einen weiteren Antrag auf Begrenzung der EU-Transportzeiten auf 4 Stunden. Auch dieser Antrag wurde abgelehnt.

## Ausblick
Der Ende 2011 im Europaparlament präsentierte Bericht zur „Auswirkung der EU-Verordnung Nr. 1/205 auf den Schutz von Tieren während des Transports“ wurde größtenteils als Bestätigung der bestehenden Gesetzgebung gesehen. Die langen Transportzeiten wurden im Bericht nicht thematisiert. Mit der Annahme der „Schriftlichen Erklärung 49/2011“ im März 2012 wurde ein weiterer Meilenstein im politischen Kampf um die Begrenzung der Transportzeiten von Nutztieren innerhalb der EU erreicht.